# The Voice of Italy
Pour les articles homonymes, voir The Voice.
 (9 janvier 2021).
The Voice of Italy est une émission de télévision italienne de télé-crochet musical diffusée sur Rai 2 depuis le 7 mars 2013. Six saisons ont déjà été diffusées.
Présentée par Simona Ventura, produite par Toro Produzioni, l'émission est adaptée de The Voice of Holland, créée aux Pays-Bas par le fondateur d'Endemol, John de Mol.

## Participants

### Coaches
| Coachs                        | Saisons | Saisons | Saisons | Saisons | Saisons | Saisons | Saisons |
| Coachs                        | 1       | 2       | 3       | 4       | 5       | 6       |         |
| ----------------------------- | ------- | ------- | ------- | ------- | ------- | ------- | ------- |
| Raffaella Carrà               |         |         |         |         |         |         |         |
| Piero Pelù                    |         |         |         |         |         |         |         |
| Noemi                         |         |         |         |         |         |         |         |
| Richard Cocciante             |         |         |         |         |         |         |         |
| J-Ax                          |         |         |         |         |         |         |         |
| Roby et Francesco Facchinetti |         |         |         |         |         |         |         |
| Dolcenera                     |         |         |         |         |         |         |         |
| Max Pezzali                   |         |         |         |         |         |         |         |
| Emis Killa                    |         |         |         |         |         |         |         |
| Al Bano                       |         |         |         |         |         |         |         |
| Francesco Renga               |         |         |         |         |         |         |         |
| Cristina Scabbia              |         |         |         |         |         |         |         |
| Morgan                        |         |         |         |         |         |         |         |
| Elettra Lamborghini           |         |         |         |         |         |         |         |
| Gué Pequeno                   |         |         |         |         |         |         |         |
| Gigi D'Alessio                |         |         |         |         |         |         |         |

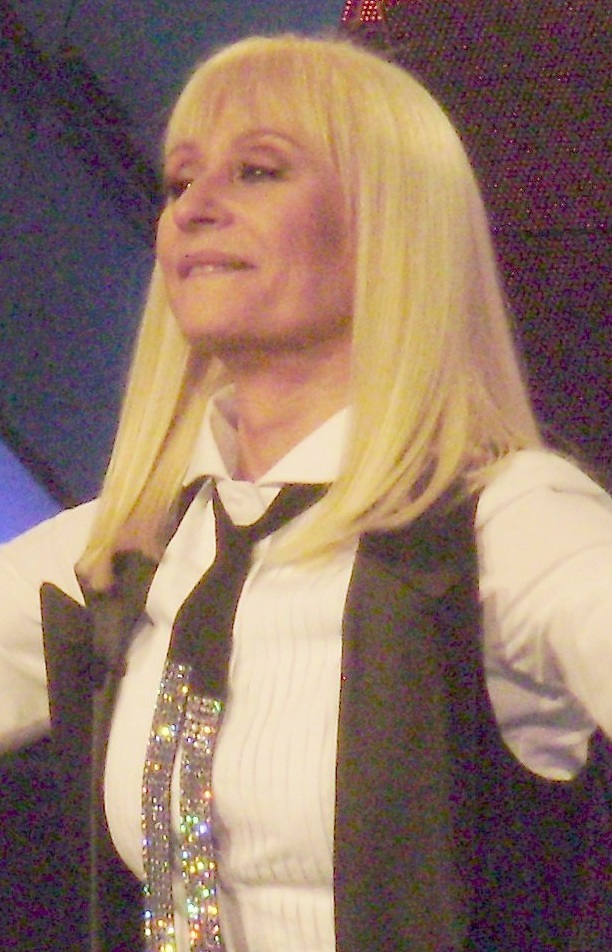
Raffaella Carrà
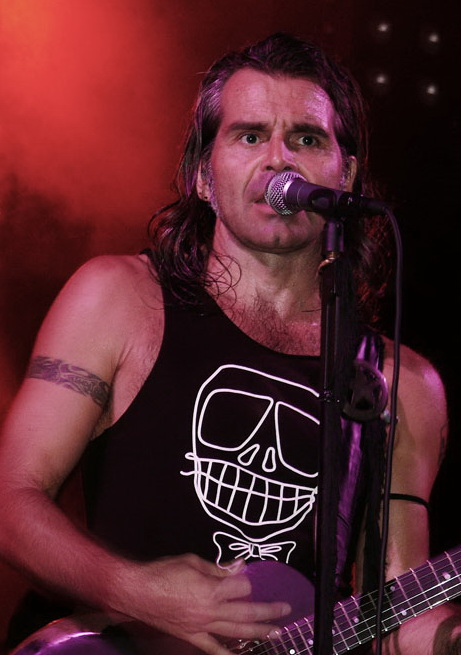
Piero Pelù
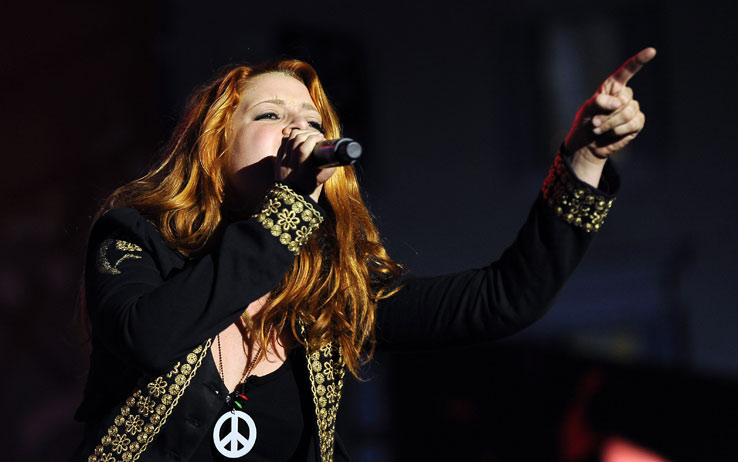
Noemi
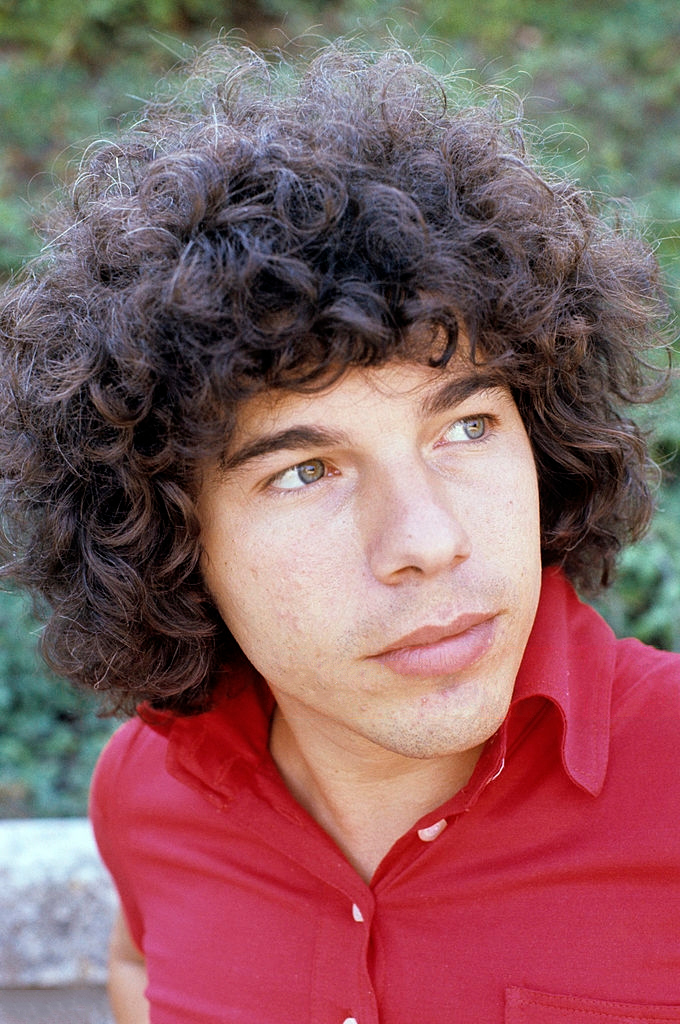
Richard Cocciante
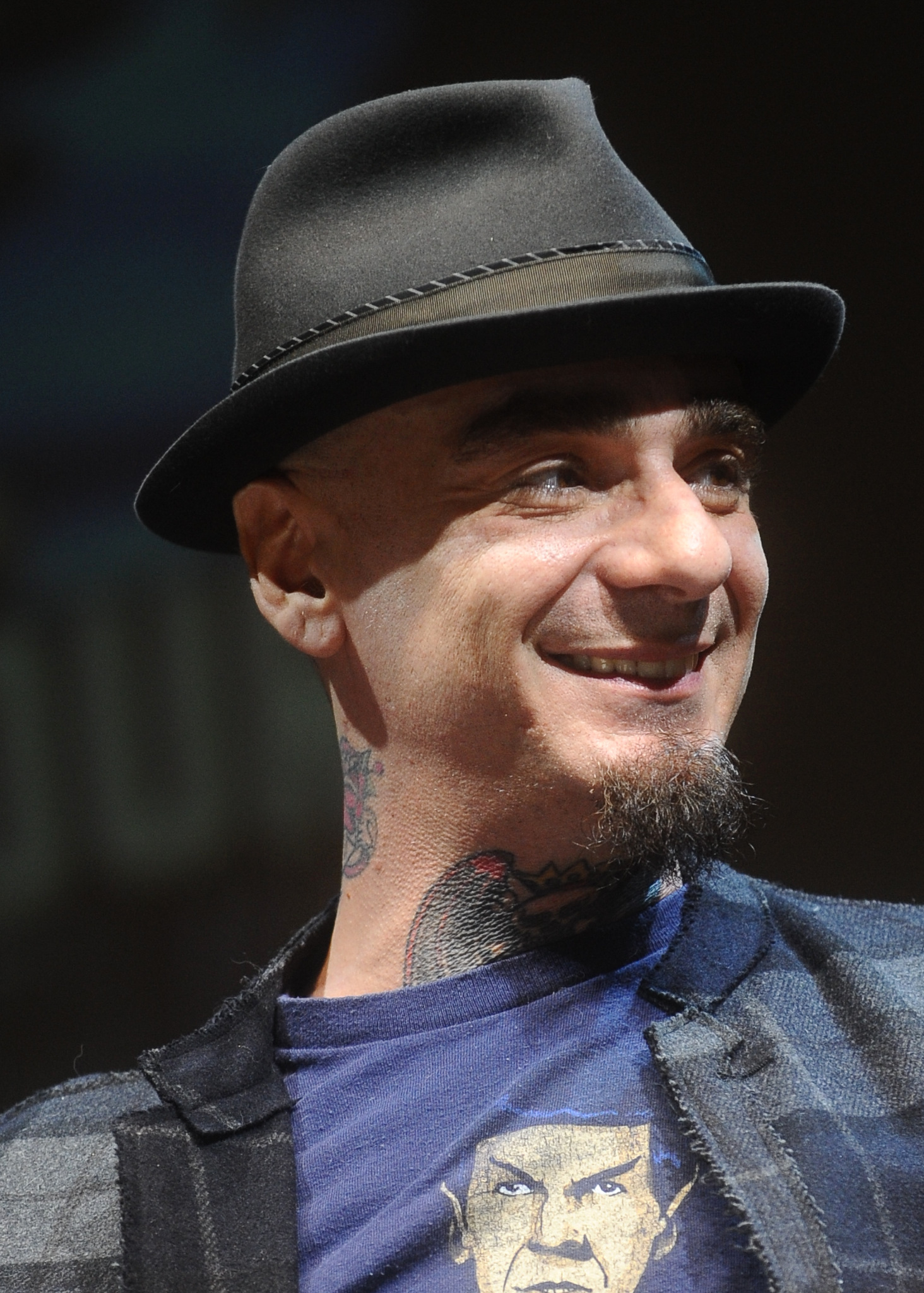
J-Ax
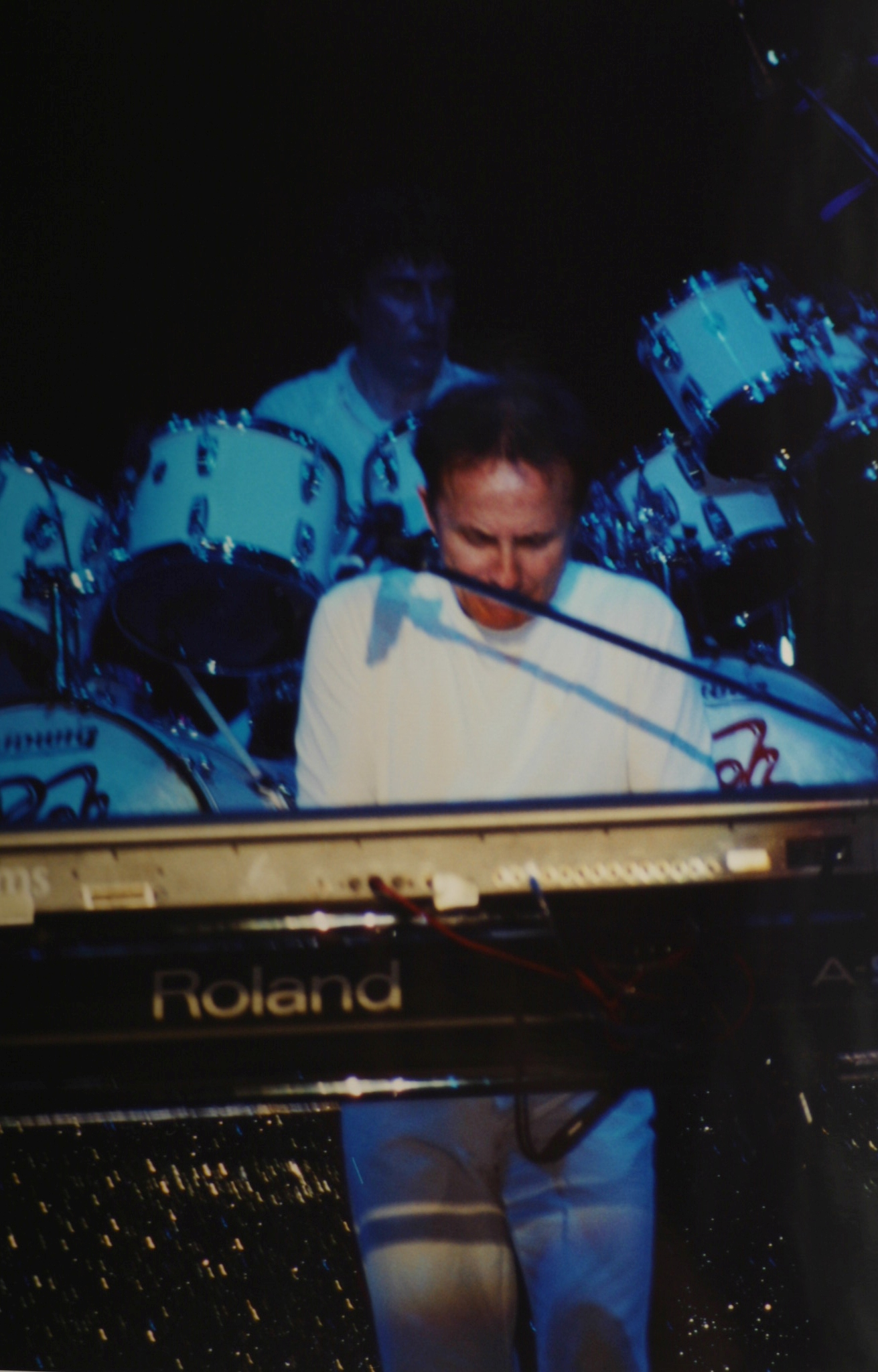
Roby Facchinetti
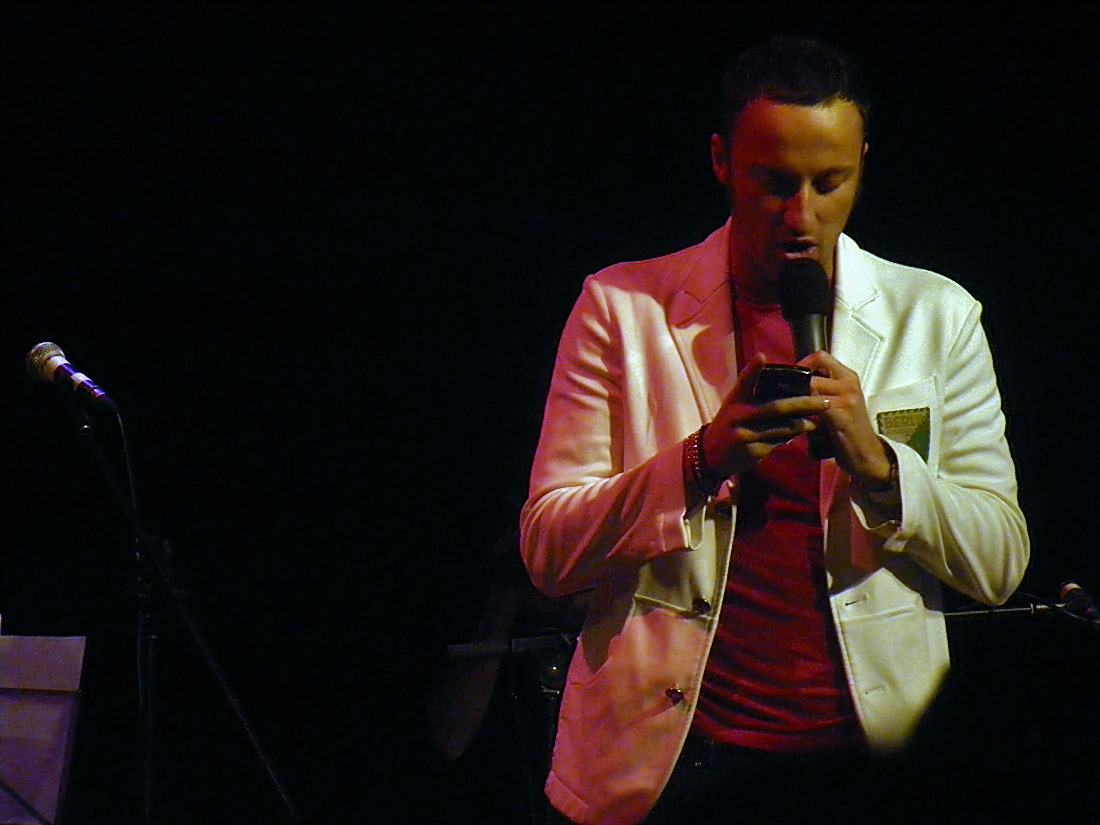
Francesco Facchinetti
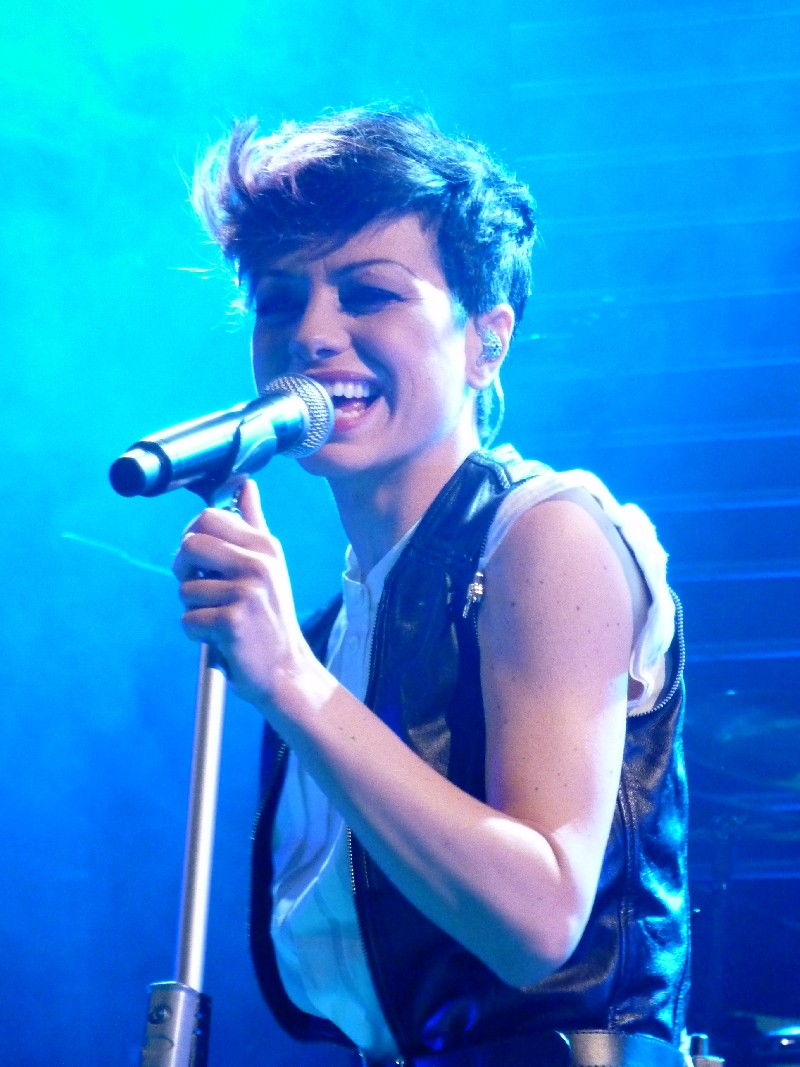
Dolcenera
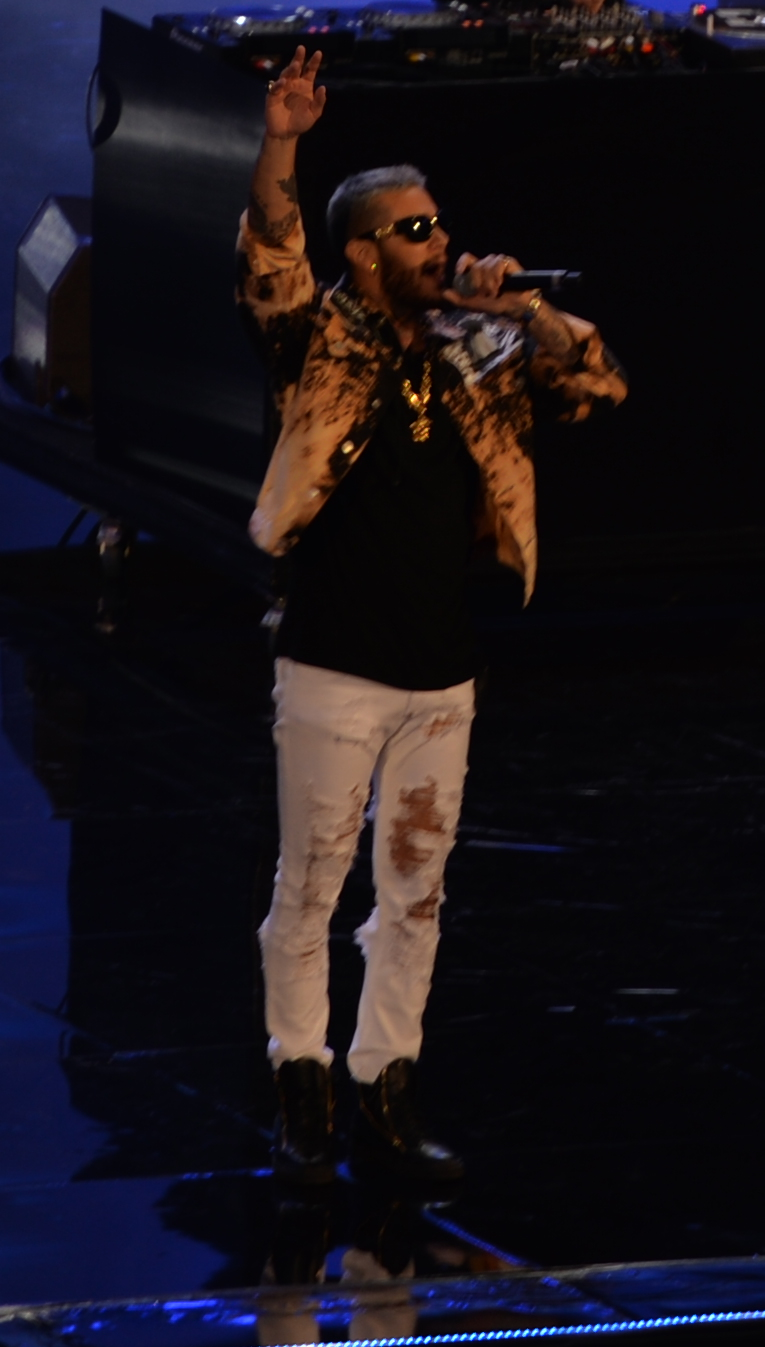
Emis Killa
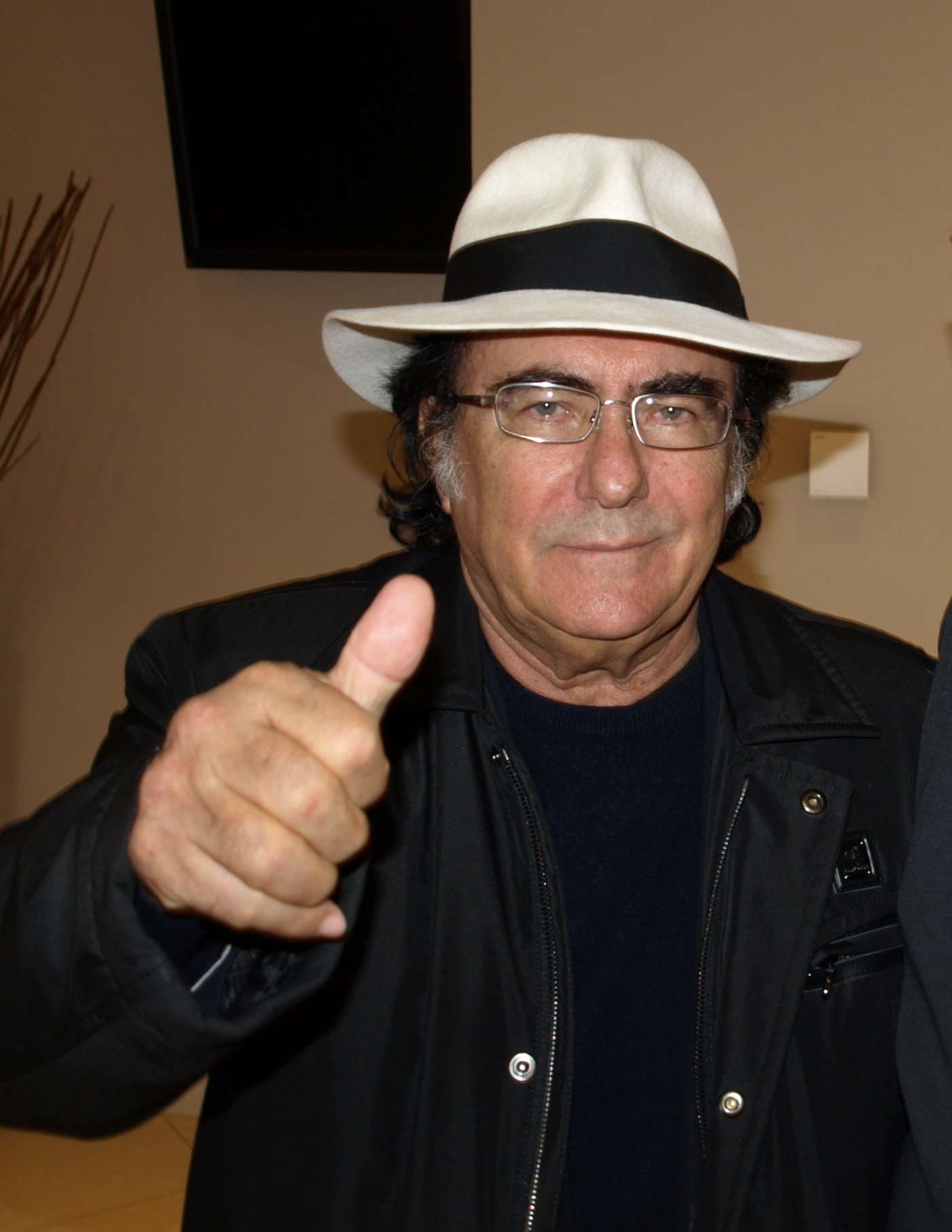
Al Bano
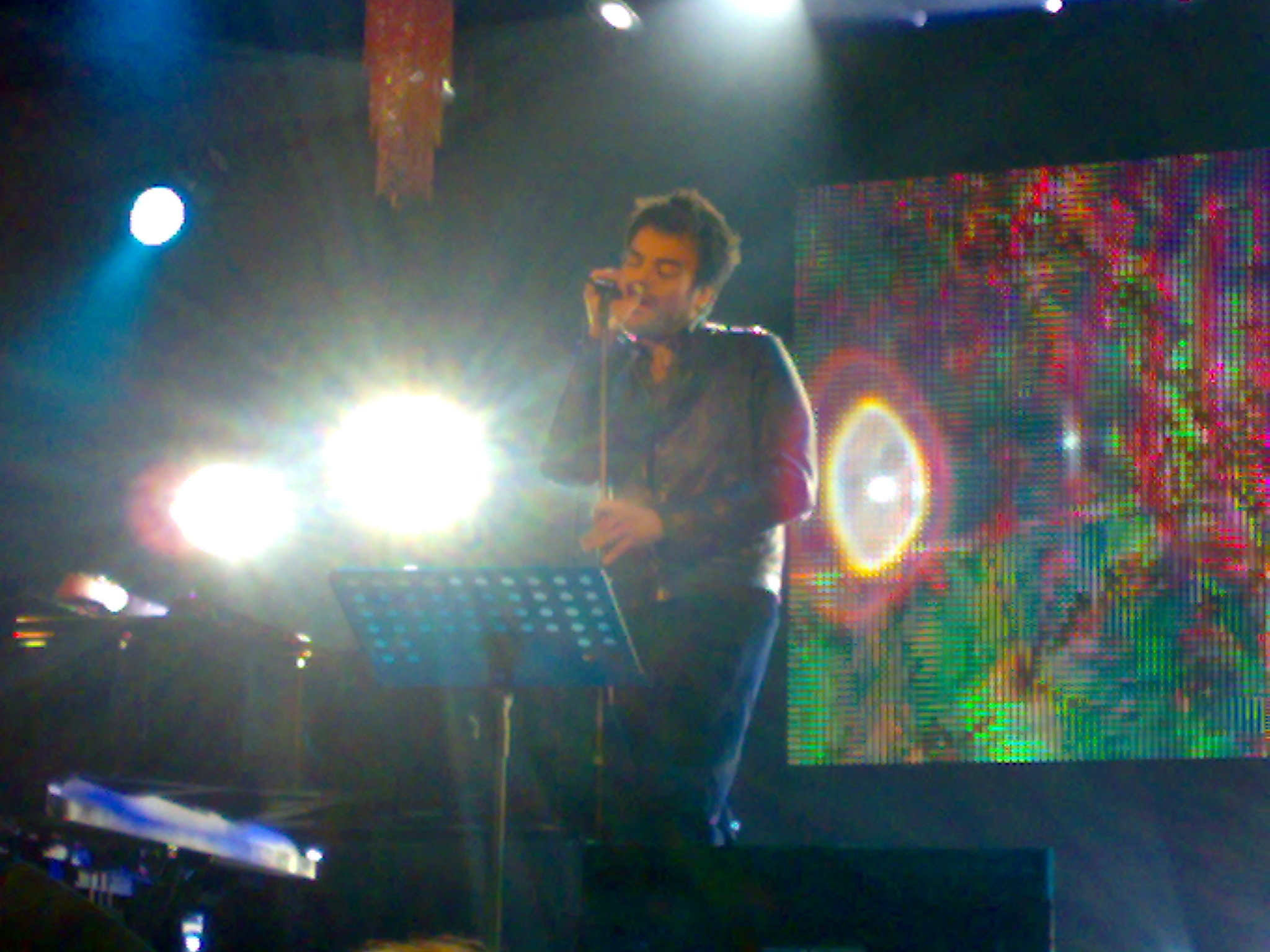
Francesco Renga
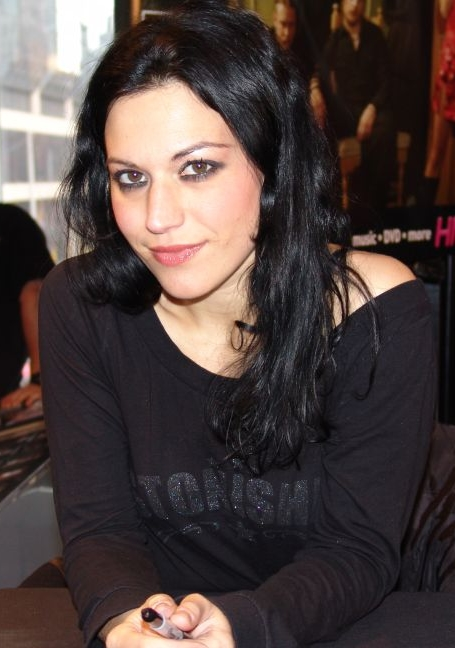
Cristina Scabbia
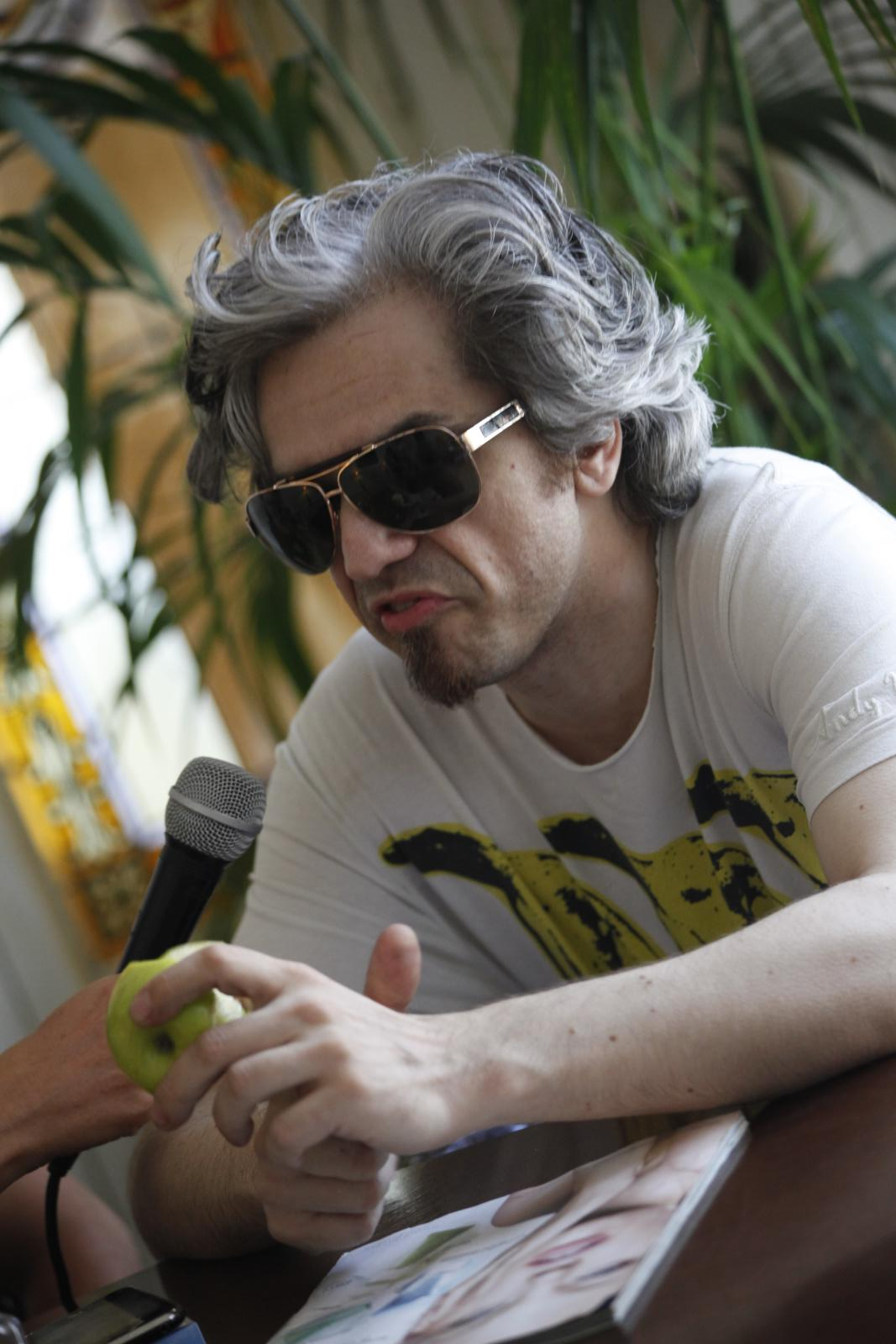
Morgan
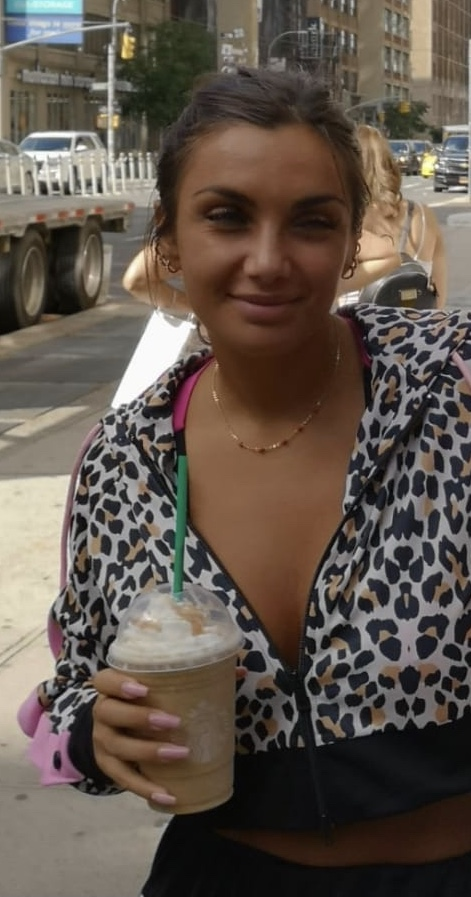
Elettra Lamborghini
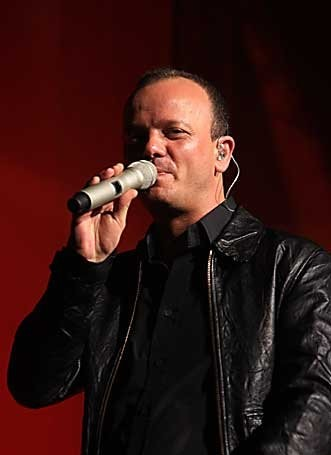
Gigi D'Alessio

### Résumé des saisons
- Équipe Raffaella
- Équipe Piero
- Équipe Noemi
- Équipe Richard

- Équipe J-Ax
- Équipe Il Facchinetti
- Équipe Dolcenera
- Équipe Max

- Équipe Emis
- Équipe Al
- Équipe Francesco
- Équipe Cristina

- Équipe Morgan
- Équipe Elettra
- Équipe Gué
- Équipe Gigi

| Saison | Chaîne | Première        | Finale       | Vainqueur             | Deuxième                 | Troisième          | Quatrième       | Coach gagnant                 | Présentateurs                | Présentateurs                | Ordre des chaises des coachs | Ordre des chaises des coachs | Ordre des chaises des coachs | Ordre des chaises des coachs |
| Saison | Chaîne | Première        | Finale       | Vainqueur             | Deuxième                 | Troisième          | Quatrième       | Coach gagnant                 | Principal                    | Coulisses                    | 1                            | 2                            | 3                            | 4                            |
| ------ | ------ | --------------- | ------------ | --------------------- | ------------------------ | ------------------ | --------------- | ----------------------------- | ---------------------------- | ---------------------------- | ---------------------------- | ---------------------------- | ---------------------------- | ---------------------------- |
| 1      | Rai 2  | 7 mars 2013     | 30 mai 2013  | Elhaida Dani          | Timothy Cavicchini       | Veronica De Simone | Silvia Capasso  | Richard Cocciante             | Fabio Troiano                | Carolina Di Domenico         | Noemi                        | Richard                      | Raffaella                    | Piero                        |
| 2      | Rai 2  | 12 mars 2014    | 30 juin 2014 | Sœur Cristina Scuccia | Giacomo Voli             | Tommaso Pini       | Giorgia Pino    | J-Ax                          | Federico Russo               | Valentina Correani           | Noemi                        | J-Ax                         | Raffaella                    | Piero                        |
| 3      | Rai 2  | 25 février 2015 | 7 mai 2015   | Fabio Curto           | Roberta Carrese          | Carola Campagna    | Thomas Cheval   | Roby et Francesco Facchinetti | Federico Russo               | Valentina Correani           | Piero                        | Il Facchinetti               | Noemi                        | J-Ax                         |
| 4      | Rai 2  | 24 février 2016 | 23 mai 2016  | Alice Paba            | Charles Kablan           | Elya Zambolin      | Tanya Borgese   | Dolcenera                     | Federico Russo               | Alessandra Angeli            | Dolcenera                    | Max                          | Raffaella                    | Emis                         |
| 5      | Rai 2  | 22 mars 2018    | 10 mai 2018  | Maryam Tancredi       | Beatrice Pezzini         | Andrea Butturini   | Asia Sagripanti | Al Bano                       | Costantino della Gherardesca | Costantino della Gherardesca | Al                           | Cristina                     | J-Ax                         | Francesco                    |
| 6      | Rai 2  | 23 avril 2019   | 4 juin 2019  | Carmen Pierri         | Brenda Carolina Lawrence | Miriam Ayaba       | Diablo          | Gigi D'Alessio                | Simona Ventura               | Simona Ventura               | Morgan                       | Elettra                      | Gué                          | Gigi                         |

## Première saison
Légende
 – Gagnant
 – Deuxième place
 – Troisième place
 – Quatrième place
 – Candidat éliminé pendant les primes
 – Candidat éliminé lors de l'épreuve ultime
 – Candidat éliminé pendant les battles
 – Candidat retiré de la compétition
Nom – Candidat éliminé par son coach
Nom – Candidat « volé » par un autre coach pendant les battles
| Riccardo Cocciante | Elhaida Dani       | Mattia Lever       | Lorenzo Campani      | Giulia Saguatti   | Donato Perrone   | Francesco Monti      | Jessica Morlacchi | Federica Celio             |
| Riccardo Cocciante | Mariateresa Amato  | Francesca Bellenis | Rosalia Davì         | Gabriella Iandolo | Lisa Manara      | Alessio Ranno        | Samuele Spallitta | Pasquale e Michele Tibello |
| Piero Pelù         | Timothy Cavicchini | Francesco Guasti   | Cristina Balestriere | Danny Losito      | Marco Cantagalli | Alessandra Parisi    | Marika Lermani    | Giulia Penza               |
| Piero Pelù         | Paola Criscione    | Ilaria De Angelis  | Tommaso Gavazzi      | Yasmin Kalach     | Roberta Orrù     | Valentina Tramacere  | Savio Vurchio     | Flavio Zampolli            |
| Raffaella Carrà    | Veronica De Simone | Manuel Foresta     | Emanuele Lucas       | Stefania Tasca    | Pamela Lacerenza | Matteo Lotti         | Paola Licata      | Michelle Perera            |
| Raffaella Carrà    | Vito Ardito        | Marianna Barracane | Denise Faro          | Chiara Luppi      | Daphne Nisi      | Chiara Papalia       | Noemi Smorra      | Daniel Vit                 |
| Noemi              | Silvia Capasso     | Giuseppe Scianna   | Diana Winter         | Flavio Capasso    | Giuliana Danzè   | Nausicaa Magarini    | Silvia Caracristi | Chiara Furfari             |
| Noemi              | Teresa Capuano     | Marsela Çibukaj    | Paola Gruppuso       | Antonia Laganà    | Martina Lo Visco | Gabriella Martinelli | Francesca Monte   | Jacopo Sanna               |

## Deuxième saison
Légende
 – Gagnant
 – Deuxième place
 – Troisième place
 – Quatrième place
 – Candidat éliminé pendant les primes
 – Candidat éliminé lors de l'épreuve ultime
 – Candidat éliminé pendant les battles
 – Candidat retiré de la compétition
Nom – Candidat éliminé par son coach
Nom – Candidat « volé » par un autre coach pendant les battles
| Coach           | Artistes           | Artistes          | Artistes          | Artistes             | Artistes          | Artistes                  | Artistes                   | Artistes            | Artistes               | Artistes |
| --------------- | ------------------ | ----------------- | ----------------- | -------------------- | ----------------- | ------------------------- | -------------------------- | ------------------- | ---------------------- | -------- |
| J-Ax            | Cristina Scuccia   | Dylan Magon       | Valerio Jovine    | Carolina Russi       | Debby Lou         | Giusy Scarpato            | Pietro Napolano            | Andrea Ori          | Benedetta Giovagnini   |          |
| J-Ax            | Angela Nobile      | Yvonne Tocci      | Piero Dread       | Emiliano Valverde    | Valeria Marchetti | Luna Palumbo              | Giulia Dagani              | Ivan Granatino      | Alice Pardo            |          |
| Piero Pelù      | Giacomo Voli       | Daria Biancardi   | Esther Oluloro    | Giulia Dagani        | Claudia Megré     | Nadia Marino              | Valeria Marchetti          | Mia Schettino       | Andrea Azzura Gullotta |          |
| Piero Pelù      | Federica Marinari  | Andrea Ori        | Marco Costa       | Dejanira Giannarelli | Federica Bensi    | Paola Bivona              | Benedetta Giovagnini       | Steven Patrick Piu  | Elisabetta Gagliardi   |          |
| Raffaella Carrà | Tommaso Pini       | Giuseppe Maggioni | Federica Buda     | Luna Palumbo         | Francesco Marotta | Nancy Sardiello           | Sasha Susino               | Simone Di Benedetto | Benedetta Caretta      |          |
| Raffaella Carrà | Vittoria De Santis | Valentina Ranalli | Carmine Cirillo   | Rosy Lerro           | Alessio Buscemi   | Francesca Romana D'Andrea | Sara Gozzi e Marco Galeone | Valentina Sarto     | Francesco Capriglione  |          |
| Noemi           | Giorgia Pino       | Stefano Corona    | Gianmarco Dottori | Andrea Manchiero     | Gianna Chillà     | Andrea Veschini           | Paola Bivona               | Yvonne Tocci        | Antonella Anastasi     |          |
| Noemi           | Claudia Coticelli  | Sasha Susino      | Simona Farris     | Daniele Blaquier     | Federica Graziani | Giancarlo Ingrassia       | Lorenzo Pagani             | Angela Pascucci     | Andrea Nocera          |          |

## Troisième saison
La troisième saison commence le 25 février sur la Rai Due. J-Ax, Noemi et Piero Pelù sont toujours présents pour cette nouvelle édition. Malheureusement Rafaella Carra a quitté son poste de coach car en ce moment elle est jurée la nouvelle émission de la Rai 1 "Forte forte forte" et donc ne peut pas assurer son rôle de coach. Son remplaçant est Francesco Facchinetti accompagné de son père Roby.
Légende
 – Gagnant
 – Deuxième place
 – Troisième place
 – Quatrième place
 – Candidat éliminé pendant les primes
 – Candidat éliminé lors de l'épreuve ultime
 – Candidat éliminé pendant les battles
 – Candidat retiré de la compétition
Nom – Candidat éliminé par son coach
Nom – Candidat « volé » par un autre coach pendant les battles
| Roby et Francesco Facchinetti | Fabio Curto        | Sarah Jane Olog        | Chiara Dello Iacovo | Alberto "AJ Summers" Slitti    | Alessia Labate                 | Alexandre Vella  |
| Roby et Francesco Facchinetti | Maria Luce Gamboni | Claudio Placanica      | Chiara Iezzi        | Alex Ceccotti                  | Sara Vita Felline              | Chiara Beltrame  |
| Roby et Francesco Facchinetti | Fabio Garzia       | Clelia Granata         | Valentina Caturelli | Sofia Mancino                  | Giovanni Scardamaglio          | Giulia Pugliese  |
| Piero Pelù                    | Roberta Carrese    | Ira Green              | Marco De Vincentiis | Alessandra Salerno             | Tommaso Gregianin              | Chiara Beltrame  |
| Piero Pelù                    | Fabio Garzia       | Martina Liscaio        | Silvia De Santis    | Luca Gagliano                  | Mariangela "Mariané" De Santis | Davide Fusaro    |
| Piero Pelù                    | Denise Cannas      | Valerio Miglietta      | Marco Andreotti     | Francesco Paolo Bruno          | Simone Perrone                 | Pier Luca Tevere |
| J-Ax                          | Carola Campagna    | Sara Vita Felline      | Maurizio Di Cesare  | Raffaele "Lele" Esposito       | Francesca "Tekla" Cini         | Arianna Alvisi   |
| J-Ax                          | Davide Fusaro      | Ilenia Bentrovato      | Luca Boccadamo      | Nathalie Coppola               | Chiara Iezzi                   | Fatima Diallo    |
| J-Ax                          | Giuseppe Boscaglia | Ludovica Cola          | Lavinia Viscuso     | Virginia Cristaldi             | Maurizio Musumeci              | Edo Sparks       |
| Noemi                         | Thomas Cheval      | Keeniatta Baird        | Andrea Orchi        | Mariangela "Mariané" De Santis | Daniel Petrarulo               | Viola Laurenzi   |
| Noemi                         | Fatima Diallo      | Gregorio Rega          | Roberto Pignataro   | Amelia Villano                 | Alexandre Vella                | Nicol Manenti    |
| Noemi                         | Benny Pierri       | Massimiliano Marchetti | Claudia Miele       | Chiara Piperno                 | Andrea Porceddu                | Giuseppe Izzo    |

## Quatrième saison
Légende
 – Gagnant
 – Deuxième place
 – Troisième place
 – Quatrième place
 – Candidat éliminé pendant les primes
 – Candidat éliminé lors de l'épreuve ultime
 – Candidat éliminé pendant les battles
 – Candidat retiré de la compétition
Nom – Candidat éliminé par son coach
Nom – Candidat « volé » par un autre coach pendant les battles
| Coach           | Artistes                   | Artistes              | Artistes               | Artistes           | Artistes                | Artistes              | Artistes            | Artistes                |
| --------------- | -------------------------- | --------------------- | ---------------------- | ------------------ | ----------------------- | --------------------- | ------------------- | ----------------------- |
| Dolcenera       | Alice Paba                 | Joe Croci             | Giorgia Alò            | Edith Brinca       | Massimo Cantisani       | Annamaria Castaldi    | Luca De Gregorio    | Cristina Di Pietro      |
| Dolcenera       | Chiara Granetto            | Stephanie Riondino    | Frank Polucci          | Enrico Bernardo    | Fabio De Vincente       | Mattia Sciascia       | Giulia Franceschini | Greta Squillace         |
| Dolcenera       | Danylo Palyeyev Barmanskyy | Neja                  | Derek                  | Agata Aquilina     | Rocco Fiore             | Sara Caratelli        |                     |                         |
| Emis Killa      | Charles Kablan             | Frances Alina Ascione | Roberta Nasti          | Giuliana Ferraz    | Debora Cesti            | William Prestigiacomo | Pino Giordano       | Ivan Giancarlo Giannini |
| Emis Killa      | Marta Pedoni               | Giorgia Papasidero    | Jennifer Vargas Antela | Mirko Ciulla       | Viviana Buonomo         | Roxana Ene            | Claudio Di Cicco    | Marta Pilia             |
| Emis Killa      | Davide Ruda                | Mariangela Corvino    | Corinne Marchini       | Veronica Moscara   | Salvo Matarazzo         | Gianfrancesco Cataldo |                     |                         |
| Max Pezzali     | Elya Zambolin              | iWolf                 | Davide Carbone         | Francesca Basaglia | Claudio Cera            | Viviana Colombo       | Cristiano Carta     | Giuseppe Citarelli      |
| Max Pezzali     | Kevin Pappano              | Virna Marangoni       | Clara Aceti            | Andrea Cerrato     | Ivan Giancarlo Giannini | Mirko Adinolfi        | Elisa Meo           | Noemi Castagnanova      |
| Max Pezzali     | Valentina Buccinnà         | Cristina Di Pietro    | Katy Desario           | Aurora Lecis       | Cristina Cascone        | Kimia Ghorbani        |                     |                         |
| Raffaella Carrà | Tanya Borgese              | Samuel Pietrasanta    | Beatrice Ferrantino    | Foxy Ladies        | Katy Desario            | Francesca Profico     | Manuel Aspidi       | Alessia Langella        |
| Raffaella Carrà | Cristina Ambu              | Elisa Maffenini       | Bruna Zaccaro          | Federica Vincenti  | Irene Colzani           | Rosaria Mallardo      | Armando Curameng    | Fabio De Gennaro        |
| Raffaella Carrà | Ottavia Bruno              | Andrea Palmieri       | iWolf                  | Valentino Bianconi | Daniele Soffiani        | Erika Finotti         |                     |                         |

## Cinquième saison
Légende
 – Gagnant
 – Deuxième place
 – Troisième place
 – Quatrième place
 – Candidat éliminé lors des Sing Off
 – Candidat éliminé pendant les battles
 – Candidat éliminé lors des K.O.
Nom – Candidat éliminé par son coach
Nom – Candidat « volé » par un autre coach pendant les battles
| Coach            | Artistes            | Artistes           | Artistes            | Artistes         | Artistes               | Artistes            | Artistes             |
| ---------------- | ------------------- | ------------------ | ------------------- | ---------------- | ---------------------- | ------------------- | -------------------- |
| Al Bano          | Maryam Tancredi     | Tekemaya           | Mara Sottocornola   | Raimondo Cataldo | Michele Mirenna        | Selenia Stoppa      | Virginia Dioletta    |
| Al Bano          | Sabrina Rocco       | Stefania Calandra  | Simona Marcelli     | Angela Semerano  | Aurelio Fierro JR      | Cinzia Carreri      | Dalise               |
| J-Ax             | Beatrice Pezzini    | Antonio Marino     | Riccardo Giacomini  | Andrea Tramacere | Uramawashi             | Kimberly Madriaga   | Roberto Tornabene    |
| J-Ax             | Rosy Castello       | Antonio Licari     | Deborah Xhako       | Virginia Mellino | Ferdinando Biondi Vega | Angelica Paola Ibba | Angelica Peroni      |
| Cristina Scabbia | Andrea Butturini    | Elisabetta Eneh    | Alessandra Machella | Laura Ciriaco    | Alessio Parisi         | Marco Priotti       | Ylenia Aquilone      |
| Cristina Scabbia | Graziana Campanella | Mara Sottocornola  | Asja Cresci         | Giovanni Saccà   | Claudia Illari         | Sabrina Rocco       | Antonio Marino       |
| Francesco Renga  | Asia Sagripanti     | Mirco Pio Coniglio | Deborah Xhako       | Marica Fortugno  | Annalisa Perlini       | Mirko Carnevali     | Michelangelo Falcone |
| Francesco Renga  | Daniele Gentile     | Laura Ciriaco      | Alberto Lionetti    | Angelica Peroni  | Giovanni Saccà         | Virginia Mellino    | Antonello Carozza    |

## Sixième saison
Légende
 – Gagnant
 – Deuxième place
 – Troisième place
 – Quatrième place
 – Candidat éliminé lors des K.O.
 – Candidat éliminé pendant les battles
 – Candidat éliminé par son coach lors des Best Six « les six meilleurs »
| Coach               | Artistes                  | Artistes           | Artistes            | Artistes               | Artistes         | Artistes             | Artistes             |
| ------------------- | ------------------------- | ------------------ | ------------------- | ---------------------- | ---------------- | -------------------- | -------------------- |
| Gigi D'Alessio      | Carmen Pierri             | Eliza G            | Domenico Iervolino  | Elisabetta Pia Ferrari | Sofia Tirindelli | Andrea Settembre     | Sofia Sole Cammarota |
| Gigi D'Alessio      | Marta Verrecchia          | Stefano Colli      | Koko                | Irene Rugiero          | Kumi Watanabe    | Giorgia Incatasciato | Raphael Nkereuwem    |
| Gué Pequeno         | Brenda Carolina Lawrence  | Francesco Da Vinci | Ilenia Filippo      | Hindaco                | Josuè Previti    | Federica Filannino   | Sindolls             |
| Gué Pequeno         | Ralph Lautrec             | Ares Favati        | Mashup Loop         | Ilenia Falco           | Micaela Foti     | Alice Olivari        | Sophia Murgia        |
| Elettra Lamborghini | Miriam Ayaba              | Andrea Berté       | Greta Giordano      | Tahnee Rodriguez       | Trisss           | Leslie               | Tess Amodeo Vickery  |
| Elettra Lamborghini | Jessica Lorusso           | Vittoria Tampucci  | Serena Maria Police | Giorgia La Commare     | Filippo Cantele  | Giuliana Maffei      | Huntress D           |
| Morgan              | Diablo (Dominique Chillé) | Matteo Camellini   | Erica Bazzeghini    | Joe Elle               | Violet           | Naïve                | Valerio Sgargi       |
| Morgan              | Marco Liotti              | Felice Falanga     | Tommaso Partesana   | Davide Vettori         | Karen Marra      | Francesco Bombaci    | Morgana              |